# Rosa Lettner
Rosa („Rosel“) Lettner (geborene Heisch; * 4. Oktober 1903 in Lützen; † 3. Juli 1980) war eine deutsche Politikerin (KPD/SED) und Frauenfunktionärin. Sie war Erste Vorsitzende des Demokratischen Frauenbundes Deutschlands (DFD) im Bezirk Halle.

## Leben
Lettner wurde als Tochter eines Maurers geboren. Nach dem Besuch der Volksschule war sie als Dienstmagd und Arbeiterin in einer Leipziger Zelluloidwarenfabrik tätig. Lettner trat bereits 1920 während der Weimarer Republik der Kommunistischen Partei Deutschlands (KPD) bei und kandidierte 1933 für den Reichstag. Nach der „Machtergreifung“ der Nationalsozialisten war sie von März bis Oktober 1933 inhaftiert.
Nach 1945 war Lettner Mitbegründerin des Frauen-Antifaausschusses und Mitarbeiterin der Stadtverwaltung von Lützen. 1946 wurde sie Mitglied der Sozialistischen Einheitspartei Deutschlands (SED) und wirkte später als Instrukteur für Frauenarbeit der SED-Kreisleitung im VEB Mansfeld-Kombinat. Von 1959 bis 1964 war sie Erste Vorsitzende des DFD-Bezirksvorstandes Halle (Nachfolgerin von Hildegard Wunder). Sie war zudem Abgeordnete des Bezirkstages sowie Mitglied der SED-Bezirksleitung. Nachdem sie von Ingeborg Hornbogen abgelöst wurde, bekleidete sie noch einige Jahre die Funktion der stellvertretenden Vorsitzenden des DFD-Bezirksvorstandes Halle.
Lettner lebte zuletzt in Stolberg (Harz).

## Auszeichnungen
- Clara-Zetkin-Medaille (1958)[3]
- Vaterländischer Verdienstorden in Bronze (1962)[4], in Silber (1973)[5] und in Gold (1978)[6]